# Mos Definite
Albums de Mos Def
Tru3 Magic
(2006) The Ecstatic
(2009)
Mos Definite est une compilation de Mos Def, sortie le 30 avril 2007.
Cet album regroupe des chansons inédites enregistrées tout au long de la carrière du rappeur.

## Liste des titres
| No  | Titre                                  | Contient un (des) sample(s) de | Durée |
| --- | -------------------------------------- | ------------------------------ | ----- |
| 1.  | Excellence                             |                                | 2:14  |
| 2.  | Hard Margin (featuring Talib Kweli)    |                                | 2:56  |
| 3.  | Summertime                             | Sun Is Shining de Bob Marley   | 4:51  |
| 4.  | I've Committed Murder (featuring Guru) |                                | 3:09  |
| 5.  | Beef                                   |                                | 2:14  |
| 6.  | What's That (featuring De La Soul)     |                                | 3:51  |
| 7.  | World Famous                           |                                | 1:33  |
| 8.  | Jumpoff (featuring Ludacris)           |                                | 4:19  |
| 9.  | Free Flowin' (featuring Talib Kweli)   |                                | 2:58  |
| 10. | Travllin Man                           |                                | 5:07  |
| 11. | Non Stop                               |                                | 1:00  |
| 12. | Monster Music (featuring Cassidy)      |                                | 4:16  |
| 13. | Make it All Better                     |                                | 4:09  |
| 14. | Pornographic                           |                                | 3:44  |
| 15. | Outro                                  |                                | 1:42  |